# Reacció de Schikorr
La Reacció de Schikorr  descriu formalment la conversió de l'hidròxid de ferro(II) (Fe(OH)₂) en òxid de ferro(II,III) (Fe₃O₄).
Les bases d'aquesta reacció van ser estudiades pel químic alemany Gerhard Schikorr, que estava especialitzat en la corrosió  del ferro (~1928-1933). La reacció global proposada per Schikorr es pot escriure com segueix:
3 Fe(OH)₂ → Fe₃O₄ + H₂ + 2 H₂O

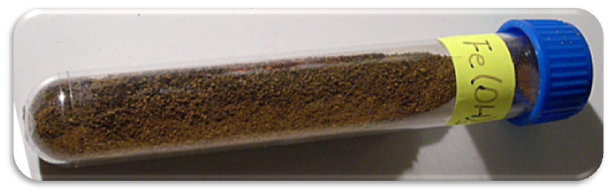
Hidròxid de ferro(II), Fe(OH)₂, el reactiu iniciador de la reacció de Schikorr.

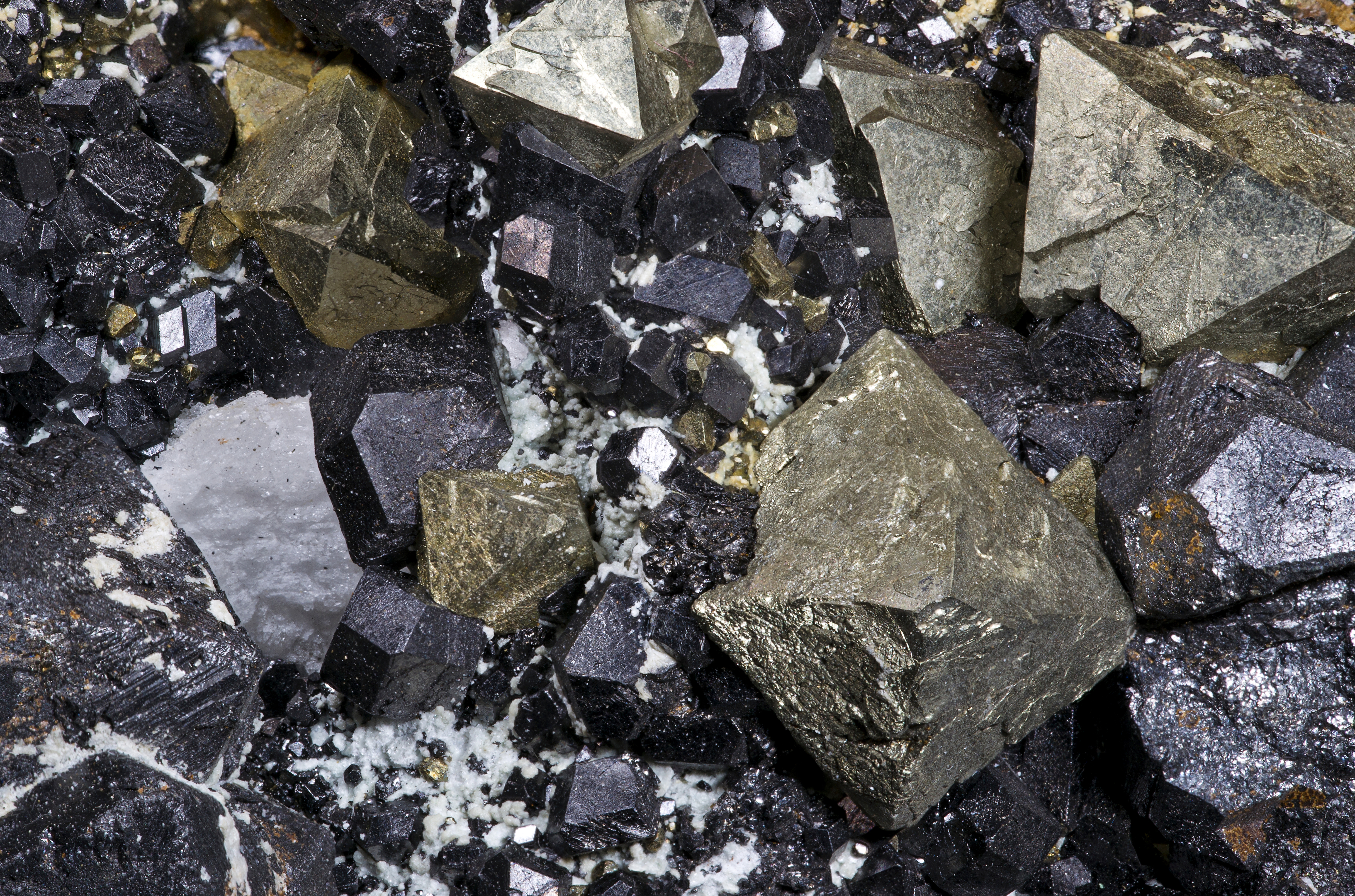
Cristalls d'òxid de ferro(II,III) (Fe₃O₄), el producte final de la reacció Schikorr junt amb el gas hidrogen.

És d'especial interès en el context de la serpentinització, la formació d'hidrogen per l'acció de l'aigua sobre un mineral comú.
La reacció global es pot descompondre en dues reaccions redox:
2 (Fe2+ → Fe3+ + e−) (oxidació d'ions de ferro(II)
2 (H₂O + e− → ½ H₂ + OH−) (reducció de 2 protons d'aigua)
per a donar:
2 Fe2+ + 2 H₂O → 2 Fe3+ + H₂ + 2 OH−
aleshores és possible reorganitzar la reacció global com:
3 Fe(OH)₂ + 2 H₂O → (FeO + H₂O) + (Fe₂O₃ + 3 H₂O) + H₂
3 Fe(OH)₂ + 2 H₂O → FeO + Fe₂O₃ + 4 H₂O + H₂
3 Fe(OH)₂ → FeO + Fe₂O₃ + 2 H₂O + H₂
Considerant la formació dòxid de ferro(II,III):
Fe(II)O + Fe(III)₂O₃ → Fe₃O₄
És possible escriure la reacció equilibrada global com:
3 Fe(OH)₂ → (FeO•Fe₂O₃) + 2 H₂O + H₂
en la seva forma final, coneguda com la reacció Schikorr :
3 Fe(OH)₂ → Fe₃O₄ + 2 H₂O + H₂

## Ocurrència
La reacció de Schikorr pot ocórrer en el procés de la corrosió anaeròbica del ferro i de l'acer de carboni en diverses condicions.
Corrosió anaeròbica de ferro metàl·lic per donar hidròxid de ferro(II) i hidrogen:
3 (Fe + 2 H₂O → Fe(OH)₂ + H₂)
seguit per la reacció de Schikorr:
3 Fe(OH)₂ → Fe₃O₄ + 2 H₂O + H₂
dona la següent equació global:
3 Fe + 6 H₂O → Fe₃O₄ + 2 H₂O + 4 H₂
3 Fe + 4 H₂O → Fe₃O₄ + 4 H₂

## Camps d'aplicació
L'oxidació anaeròbica del ferro i de l'acer comunament té lloc en aigües anòxiques com els sòls sempre saturats, torberes o aiguamolls en els quals es poden trobar artefactes arqueològics de ferro.
Aquesta qüestió també és rellevant en les barres de ferro del ciment armat.

## Evolució de l'hidrogen
La lenta però contínua producció d'hidrogen en formacions argiloses de baixa permeabilitat pot representar un problema per a l'emmagatzematge a llarg termini de residus radioactius (Ortiz et al., 2001; Nagra, 2008).
Quan es produeix hidrogen naixent per la corrosió anaeròbica del ferro per part dels protons de l'aigua, l'hidrogen atòmic es pot difondre en la xarxa cristallina del metall. Així els àtoms d'hidrogen es recombinen en hidrogen molecular donant lloc a la formació de micro bombolles de H₂ dins la xarca del metall. Aquestes bombolles poden generar ruptures en els aliatges de metall i poden afectar l'emmagatzematge de residus radioactius.